# 428. poljska artilerijska brigada (ZDA)
428. poljska artilerijska brigada (izvirno angleško 428th Field Artillery Brigade) je bila poljska artilerijska brigada Kopenske vojske Združenih držav Amerike.